# Сент-Оренс-де-Гамвиль
Сент-Оре́нс-де-Гамви́ль (фр. Saint-Orens-de-Gameville, окс. Sant Orenç de Gamevila) — коммуна во Франции, находится в регионе Юг — Пиренеи. Департамент — Верхняя Гаронна. Входит в состав кантона Кастане-Толозан. Округ коммуны — Тулуза.
Код INSEE коммуны — 31506.

## География
Коммуна расположена приблизительно в 600 км к югу от Парижа, в 10 км к юго-востоку от Тулузы.
По территории коммуны протекают реки Сон и Маркессон.

## Климат
Климат умеренно-океанический. Зима мягкая и снежная, весна характеризуется сильными дождями и грозами, лето сухое и жаркое, осень солнечная. Преобладают сильные юго-восточные и северо-западные ветры.

## Население
Население коммуны на 2010 год составляло 10 918 человек.
| 1962 | 1968 | 1975 | 1982 | 1990 | 1999   | 2010   |
| ---- | ---- | ---- | ---- | ---- | ------ | ------ |
| 815  | 1349 | 4738 | 7638 | 9703 | 10 997 | 10 918 |

## Администрация
| Период | Период | Фамилия        | Партия                              | Примечания |
| ------ | ------ | -------------- | ----------------------------------- | ---------- |
| 1944   | 1968   | Анри Пюи       |                                     |            |
| 1968   | 2001   | Гюстав Плантад | Радикальная левая партия            |            |
| 2001   | 2014   | Кристиан Семпе | Французская коммунистическая партия |            |
| 2014   | 2020   | Доминик Фор    | Союз демократов и независимых       |            |

## Экономика
В 2010 году среди 7013 человек трудоспособного возраста (15—64 лет) 4953 были экономически активными, 2060 — неактивными (показатель активности — 70,6 %, в 1999 году было 67,8 %). Из 4953 активных жителей работали 4579 человек (2352 мужчины и 2227 женщин), безработных было 374 (170 мужчин и 204 женщины). Среди 2060 неактивных 770 человек были учениками или студентами, 807 — пенсионерами, 483 были неактивными по другим причинам.

## Достопримечательности
- Замок Катала (XVII век)
- Церковь Сент-Оренс
- Мельница Кен
- Монументальный крест (1578 год). Исторический памятник с 1965 года[4]

## Фотогалерея

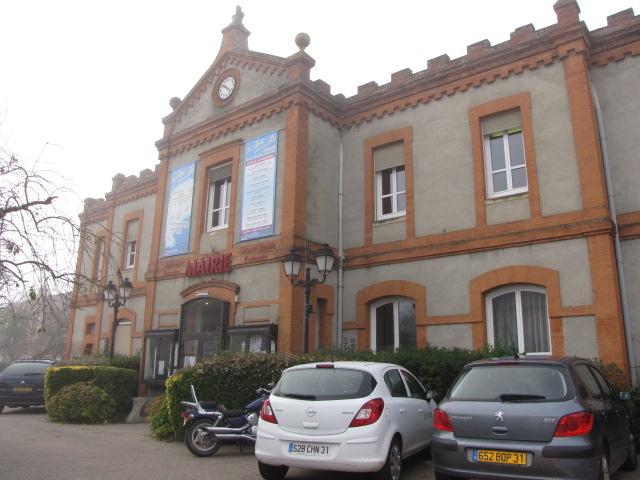
Мэрия
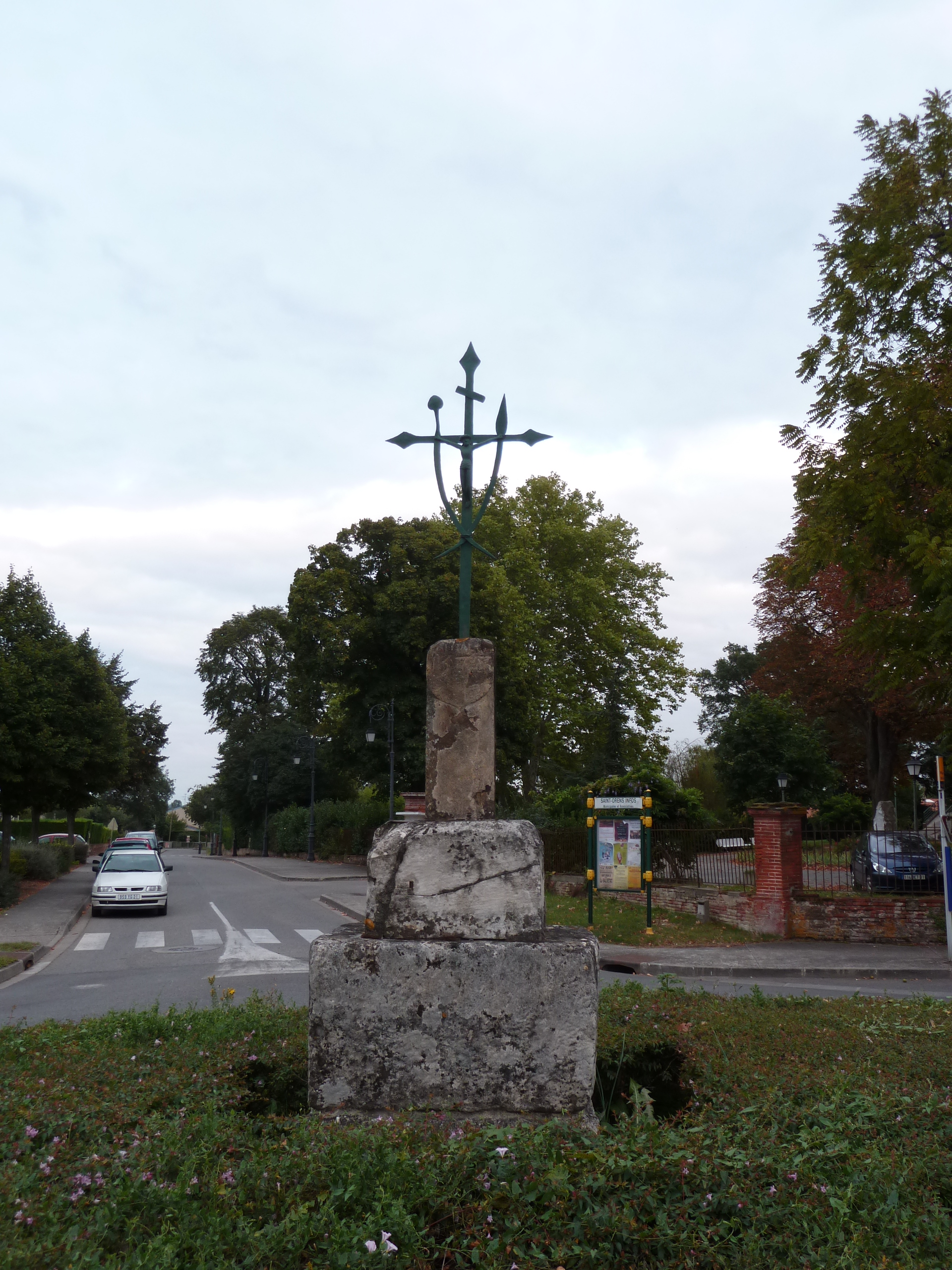
Монументальный крест
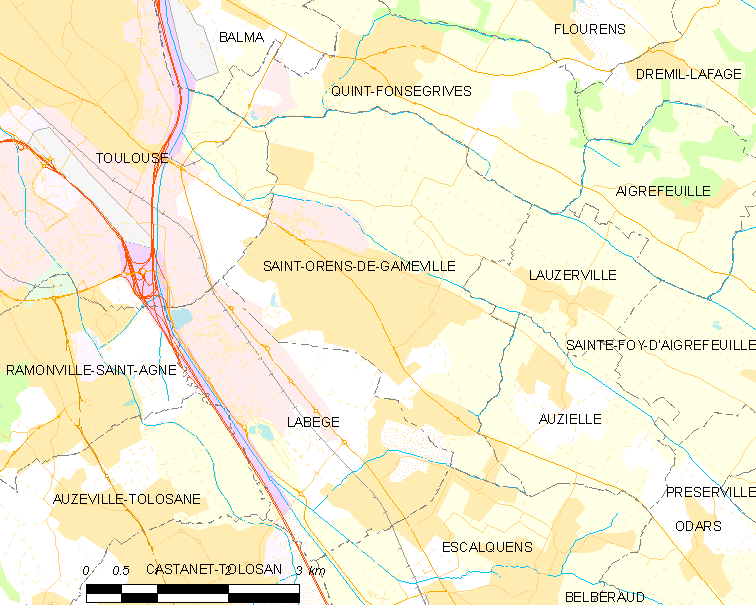
Карта коммуны